# گلوله نقره‌ای

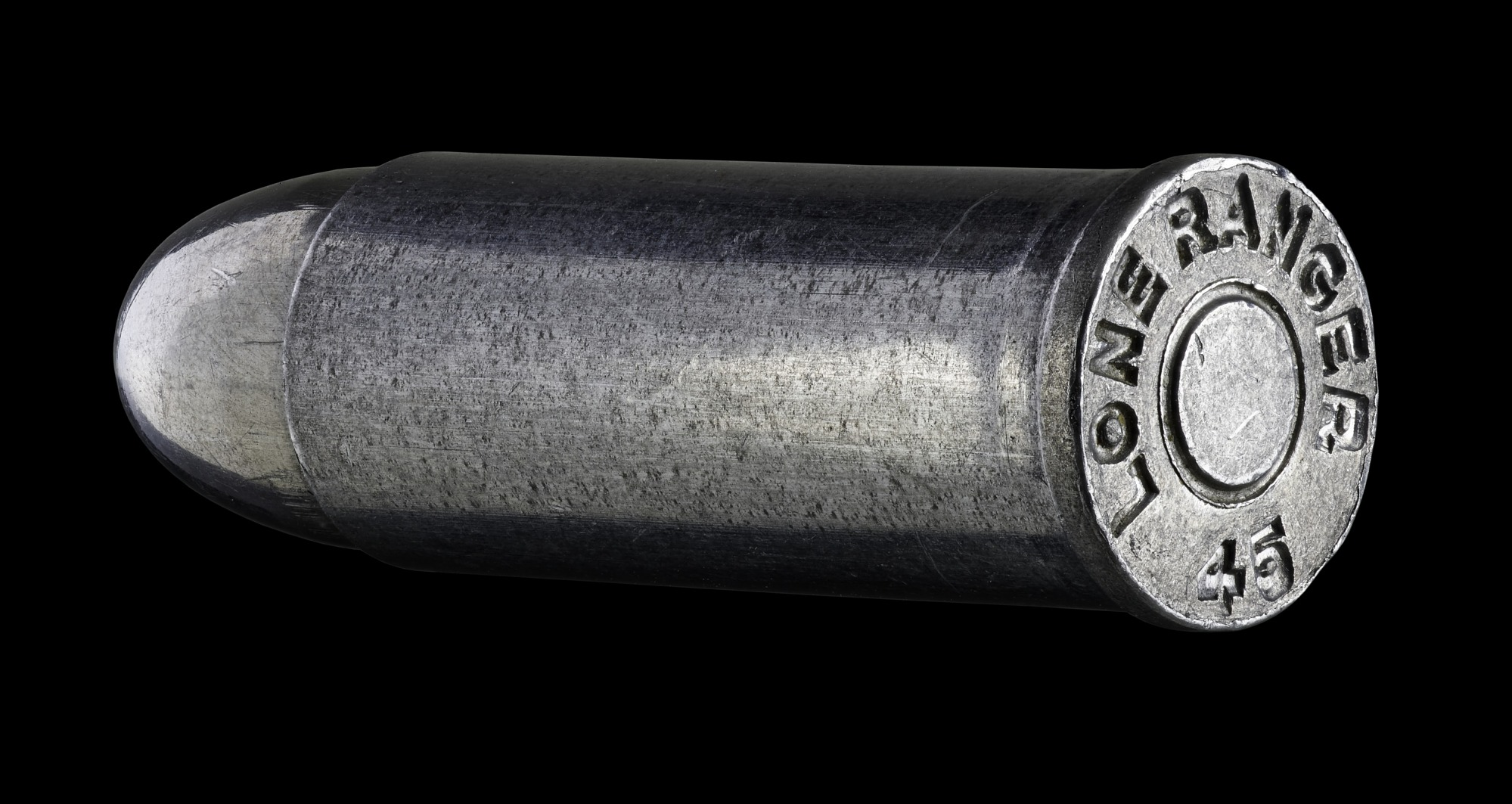
گلوله نقره ای

در فرهنگ مردم (کشورهای غربی)، گلولهٔ نقره‌ای (یا به لاتین Silver Bullet) گلوله‌ای است که از نقره درست شده‌است و تنها اسلحه‌ای است که قابلیت به‌کارگیری در مقابل گرگینه (گرگ وحشی)، افسونگری (جادوگری) یا سایر هیولاها را دارد. این اصطلاح همچنین یک استعاره برای یک راه ساده و به ظاهر جادویی برای یک مشکل دشوار است: برای مثال، پنی سیلین یک گلوله نقره ای بود که بسیاری از عفونت‌های باکتری را درمان کرد.